# Hervey Cleckley
Hervey Milton Cleckley (7 de septiembre de 1903 – 28 de enero de 1984) fue un psiquiatra estadounidense y pionero de la investigación sobre psicopatía.Publicó en 1941 un libro llamado The Mask of Sanity, con y años después el psicólogo Robert Hare estableció las principales características del comportamiento psicopático basado en su trabajo. Cleckley fue más conocido por coescribir con su colega psiquiatra Corbett H. Thigpen el libro (y la película) sobre el tratamiento a su paciente Chris Costner Sizemore y su trastorno de identidad disociativo, ambos titulados Las tres caras de Eva (1956).

## Vida y carrera
Cleckley nació en Augusta, Georgia, en el sureste de los Estados Unidos.

## Otras lecturas
- UGA Rhodes Scholars:1903-1999

- Hervey Cleckley and Corbett Thigpen, Augusta Chronicle, Web puesto 1 de enero de 2000

- Summary of the Cleckley-Thigpen Psychiatric Associates Papers at the University of Georgia Hargrett Manuscript Collection (seems to be missing from there now, citation at WorldCat.)

- Thigpen & Cleckley (1954): A case of multiple personality
- The Mask of Sanity: An Attempt to Reinterpret the So-Called Psychopathic Personality. (St. Louis, MO: C.V. Mosby, 1941). 1.ª ed.

- Book Review: Multiple Personality The Journal of the American Medical Association: Books, Journals, New Media, JAMA. 2000;283(19):2585-2586. doi:10.1001/jama.283.19.2585

- All About Eve, Time Magazine, 18 de febrero de 1957 Archivado el 11 de agosto de 2013 en Wayback Machine.

- Without Conscience: The Disturbing World of Psychopaths Among Us (Robert D. Hare, New York: Pocket Books, 1993)

- August, GA Extracts from autiobiography of Thomas Croft in CounterPunch magazine, 2002, including memories of local perception of Cleckley's clinic in the 1960s.